# NGC 6914
NGC 6914 (nota anche come vdB 131) è una nebulosa a riflessione visibile nella costellazione del Cigno.

## Posizione astronomica
Si individua nella parte settentrionale della costellazione, circa 2,5° a nord della stella Sadr; il periodo più indicato per la sua osservazione nel cielo serale ricade fra i mesi di giugno e novembre ed è notevolmente facilitata per osservatori posti nelle regioni dell'emisfero boreale terrestre.
Assieme alla vicina vdB 132 costituisce un piccolo sistema di nebulose a riflessione allungato in senso nord-sud; la sua associazione con la grande nebulosa IC 1318 e i suoi tenui filamenti rossastri è ben evidente e l'intero complesso si trova alla distanza di circa 1690 parsec (5500 anni luce), trovandosi così nei pressi dell'associazione Cygnus OB2. La nebulosa riflette la luce azzurra della stella BD+41°3731, avente classe spettrale B3 e una magnitudine 9,84; essa presenta forti linee di emissione ed è classificata come stella Be.